# Maximaler Torus
In der Mathematik ist ein maximaler Torus einer kompakten Lie-Gruppe {\displaystyle G} eine maximale kompakte, zusammenhängende, abelsche Untergruppe {\displaystyle T}.
Er ist ein {\displaystyle r}-Torus, seine Dimension {\displaystyle r} ist per Definition der Rang der kompakten Lie-Gruppe {\displaystyle G}.
Der Satz vom maximalen Torus besagt, dass jedes Element {\displaystyle g\in G} zu einem Element aus {\displaystyle T} konjugiert ist.

## Beispiele
Für {\displaystyle G=U(n)} ist die Untergruppe der Diagonalmatrizen {\displaystyle T=\left\{\operatorname {diag} (e^{i\theta _{1}},\ldots ,e^{i\theta _{n}}):\theta _{1},\ldots ,\theta _{n}\in \mathbb {R} \right\}} ein maximaler Torus.
Für {\displaystyle G=SO(2n)} ist die Untergruppe aller Blockdiagonalmatrizen mit 2×2-Blöcken aus {\displaystyle SO(2)} ein maximaler Torus.

## Eigenschaften
Der Satz vom maximalen Torus besagt, dass jedes Element {\displaystyle g\in G} zu einem Element aus {\displaystyle T} konjugiert ist.
Aus diesem Satz ergeben sich zahlreiche Folgerungen:
- Alle maximalen Tori sind konjugiert zueinander.
- Alle maximalen Tori haben dieselbe Dimension, den Rang von {\displaystyle G}.
- Ein maximaler Torus ist eine maximale abelsche Untergruppe.
- Die maximalen Tori sind die Bilder maximaler abelscher Unteralgebren unter der Exponentialabbildung {\displaystyle \exp \colon {\mathfrak {g}}\to G}.
- Jedes Element {\displaystyle g\in G} liegt in einem maximalen Torus.
- Die Differenz aus der Dimension und dem Rang von {\displaystyle G} ist eine gerade Zahl.